# Arabia Terra
Arabia Terra es una vasta región montañosa ubicada en el hemisferio norte marciano. Se trata de una zona poblada de cráteres y densamente erosionada. Tal superficie denota una elevada edad, y Arabia Terra es considerada como uno de los terrenos más viejos del planeta. La zona cubre una superficie delimitada por 4500 km de largo, centrada en las coordenadas 25°N, 5°E, con sus extremos oriental y meridional ascendiendo 4 kilómetros hacia el noroeste. Junto con sus muchos cráteres, hay multitud de cañones a través de la Arabia Terra, muchos de los cuales desembocan en las grandes Tierras bajas del norte del planeta, con las que Arabia Terra colinda al norte.
Arabia Terra fue bautizada en 1979, siguiendo una clásica designación basada en las características del albedo. El nombre deriva de la península arábiga terrestre.
Una investigación realizada en 1997 por astrofísicos españoles definió mejor la individualidad de la provincia. Se constató un cinturón ecuatorial con un cráter de edad distintivamente más tardía que en la parte septentrional de la provincia y de Noachis Terra al sur. Ello se interpretó como "sistema back-arc incipiente" provocado por la subducción de las tierras bajas bajo Arabia Terra durante la Era Noeica. 

## Galería

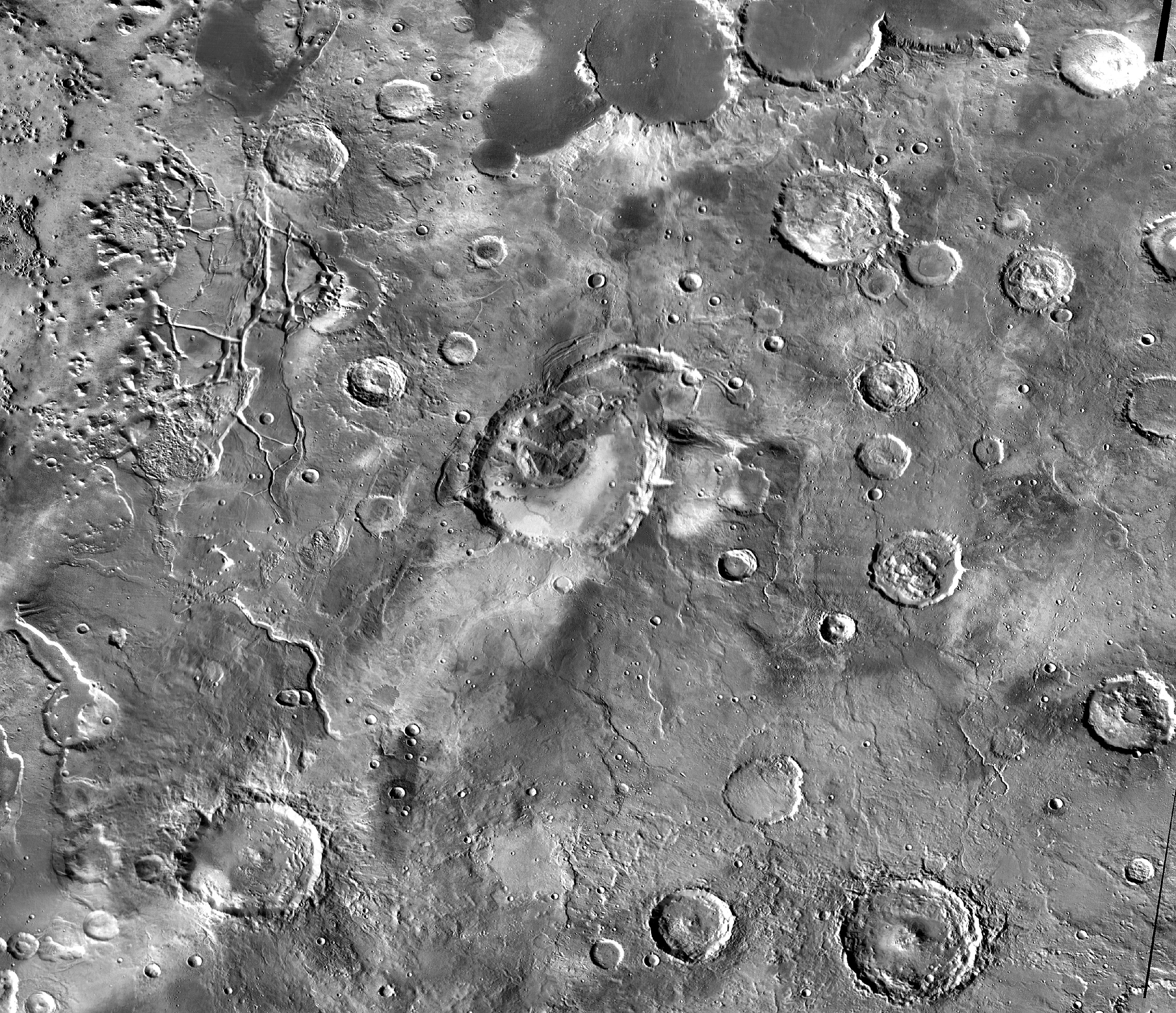
Mosaico de la imagen infrarroja obtenido por THEMIS durante el día que muestra Eden Patera (en el centro), uno de los complejos volcánicos propuestos (caldera) en Arabia Terra, y sus alrededores
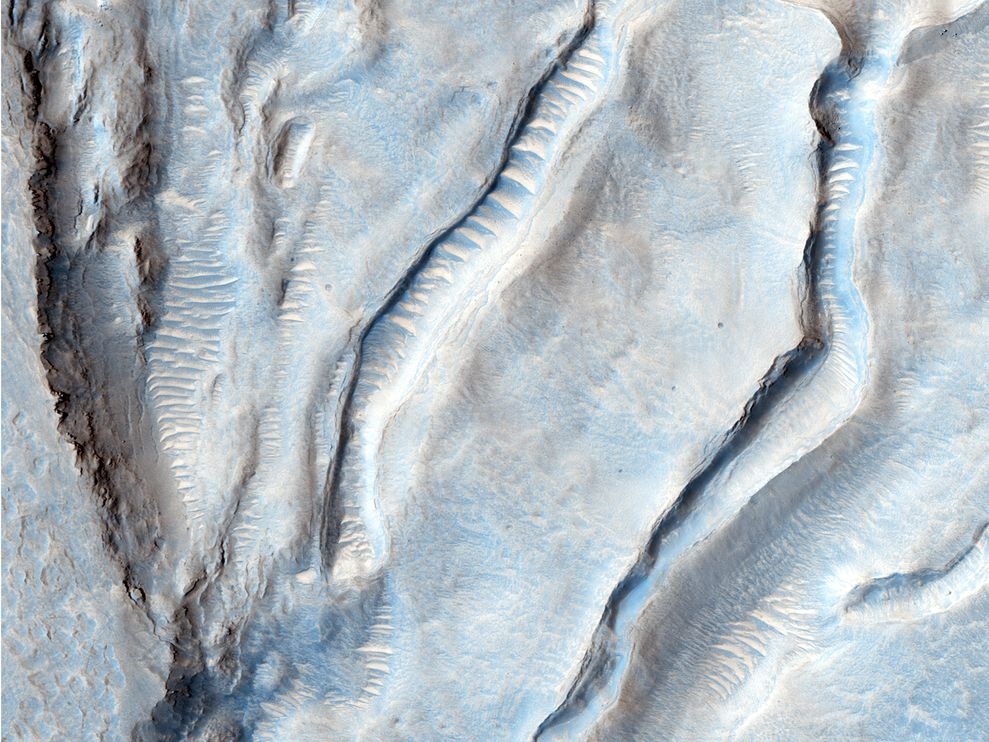
Hoja de hielo en Oxus Patera, una caldera en Arabia Terra. Las muescas festoneadas a lo largo de las espinas de las crestas de la caldera son probablemente grietas causadas por la expansión y contracción del hielo.
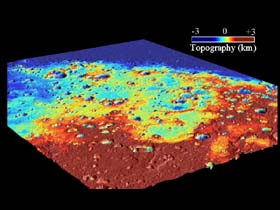
Vista oblicua de Arabia Terra producida por la Mars Global Surveyor.